# Grzegorz Kotowicz
Grzegorz Leon Kotowicz (ur. 6 sierpnia 1973 w Czechowicach-Dziedzicach) – polski kajakarz, dwukrotny brązowy medalista olimpijski, od 2021 prezes Polskiego Związku Kajakowego.

## Życiorys
W trakcie kariery sportowej trenował w Górniku Czechowice (do 1995) i Posnanii Poznań (do 2001, kiedy to zakończył wyczynowe uprawianie sportu). Ukończył Technikum Górnicze, magisterium z wychowania fizycznego uzyskał na Akademii Wychowania Fizycznego w Warszawie.
Trzykrotnie brał udział w igrzyskach olimpijskich. W Barcelonie w 1992 zdobył brązowy medal w konkurencji K-2 1000 m w parze z Dariuszem Białkowskim, natomiast w K-1 500 m odpadł w półfinale. W Atlancie w 1996 startował wyłącznie w K-2 1000 m (z Dariuszem Białkowskim), jego osada uplasowała się na 4. pozycji. W Sydney w 2000 sklasyfikowano go na 9. miejscu w K-1 500 m. Natomiast w K-4 1000 m osada Grzegorza Kotowicza, Dariusza Białkowskiego, Adama Seroczyńskiego i Marka Witkowskiego wywalczyła brązowy medal.
Siedmiokrotnie zdobywał medale mistrzostw świata – trzykrotnie srebrne (w 1994 w konkurencji K-4 1000 m, w 1997 w konkurencjach K-1 500 m i K-1 200 m), czterokrotnie brązowe (w 1995 w konkurencjach K-4 500 m i K-2, w 1997 w konkurencji K-2 1000 m, w 1999 w konkurencji K-1 500 m). Był mistrzem Europy w K-4 na dystansie 1000 m w 1999, cztery razy zdobył srebrny medal, a raz brązowy medal tych mistrzostw. Kilkanaście razy zdobywał złote medale mistrzostw Polski.
Po zakończeniu kariery sportowej został dyrektorem Centralnego Ośrodka Sportu w Szczyrku. W 2014 z ramienia Platformy Obywatelskiej uzyskał mandat radnego powiatu bielskiego. W 2015 był członkiem honorowego komitetu poparcia Bronisława Komorowskiego przed wyborami prezydenckimi. W tym samym roku bez powodzenia kandydował do Sejmu. W 2018 utrzymał mandat radnego powiatu na kolejną kadencję, który wykonywał do 2023.
We wrześniu 2021 objął funkcję prezesa Polskiego Związku Kajakowego.

## Odznaczenia
W 2000 odznaczony Złotym Krzyżem Zasługi.

## Wyniki

### Igrzyska olimpijskie
- 1992: K-1 500 m – odpadł w półfinale, K-2 1000 m – 3 m. (z Dariuszem Białkowskim)
- 1996: K-2 1000 m – 4 m. (z Dariuszem Białkowskim)
- 2000: K-1 1000 m – 9 m., K-4 1000 m – 3 m. (z Dariuszem Białkowskim, Adamem Seroczyńskim i Markiem Witkowskim)

### Mistrzostwa świata
- 1993: K-2 1000 m – 6 m., K-4 500 m – 4 m.
- 1994: K-4 200 m – 9 m., K-4 500 m – 5 m., K-4 1000 m – 2 m. (z Piotrem Markiewiczem, Adamem Wysockim i Markiem Witkowskim)
- 1995: K-2 1000 – 2 m. (z Dariuszem Białkowskim), K-4 500 m – 3 m. (z Dariuszem Białkowskim, Grzegorzem Kaletą i Markiem Witkowskim)
- 1997: K-1 200 m – 2 m., K-1 500 m – 2 m., K-2 1000 m – 3 m. (z Dariuszem Białkowskim)
- 1998: K-1 200 m – 9 m., K-1 500 m – 4 m., K-2 1000 m – 7 m.
- 1999: K-1 200 m – 7 m., K-1 500 m – 3 m., K-4 1000 m – 4 m.
- 2001: K-4 200 m – 7 m., K-4 1000 m – 9 m.

### Mistrzostwa Europy
- 1997: K-1 200 m – 2 m., K-1 500 m – 2 m., K-2 1000 – 2 m (z Dariuszem Białkowskim), K-4 200 m – 3 m. (z Piotrem Markiewiczem, Adamem Wysockim i Markiem Witkowskim)
- 1999: K-1 200 m – 7 m., K-1 500 m – 2 m., K-4 1000 m – 1 m. (z Dariuszem Białkowskim, Adamem Seroczyńskim i Markiem Witkowskim)
- 2000: K-1 500 m – 4 m., K-4 1000 m – 6 m.
- 2001: K-4 1000 m – 9 m.

### Mistrzostwa Polski
17 razy zdobył tytuł mistrza Polski seniorów:
- K-1 200 m: 1997, 1998
- K-1 500 m: 1997, 1998, 1999, 2000, 2001
- K-1 10000 m: 1993
- K-2 200 m: 1995, 1996, 1997 (w trzech startach z Markiem Witkowskim)
- K-2 500 m: 1995 (z Markiem Witkowskim)
- K-4 500 m: 2000
- K-2 1000 m: 1995, 1997, 1998 (w trzech startach z Markiem Witkowskim), 2000 (z Pawłem Łakomym)